# Chris Lambert
Chris Lambert (Reino Unido, 6 de abril de 1981) es un atleta británico especializado en la prueba de 200 m, en la que consiguió ser subcampeón europeo en pista cubierta en 2005.

## Carrera deportiva
En el Campeonato Europeo de Atletismo en Pista Cubierta de 2005 ganó la medalla de plata en los 200 metros, con un tiempo de 20.69 segundos, tras el alemán Tobias Unger (oro con 20.53 segundos) y por delante del polaco Marcin Urbaś.